# 无毛条果芥
无毛条果芥（学名：Parrya pinnatifida var. glabra）为十字花科条果芥属下的一个变种。多年生草本，丛生，无毛，有时仅在叶柄基部两侧边缘有较长的白色单毛。